# 470 v.Chr.
Het jaar 470 v.Chr. is een jaartal volgens de christelijke jaartelling.

## Gebeurtenissen

### Italië
- Griekse kolonisten van Cumae stichtten de handelsnederzetting Neapolis (het huidige Napels).

### Griekenland
- Koning Pausanias I van Sparta overlijdt door uithongering in de tempel van Artemis.
- In Olympia begint men met de bouw van het heiligdom van Zeus.

## Geboren
- Aspasia van Milete, levensgezellin van Perikles
- Mozi (~470 v.Chr. - ~391 v.Chr.), Chinees filosoof
- Nicias (~470 v.Chr. - ~413 v.Chr.), Atheens staatsman en veldheer
- Socrates (~470 v.Chr. - ~399 v.Chr.), Grieks filosoof

## Overleden
- Pausanias I, koning van Sparta